# Christoffel Brändli
Pour les articles homonymes, voir Brändli.
Christoffel Brändli, né le 7 mars 1943 à Vnà, est une personnalité politique membre de l'Union démocratique du centre (UDC).

## Biographie
Il fait partie du conseil des États depuis 1995 ou il représente le canton des Grisons.